# Evelyn Beatrice Longman
Evelyn Beatrice Longman (Ohio, 21 de noviembre de 1874 – Cabo Cod, 10 de marzo de 1954) fue una escultora estadounidense. Sus obras de figuras alegóricas fueron encargadas como monumentos conmemorativos, adornos para edificios públicos y atracciones en exposiciones de arte en la América de principios del siglo XX. Fue la primera mujer escultora en ser elegida miembro de pleno derecho de la Academia Nacional de Diseño en 1919.

## Infancia y educación
Hija de Edwin Henry y Clara Delitia (Adnam) Longman, nació en una granja cerca de Winchester, Ohio. A la edad de 14 años, se ganaba la vida trabajando en una tienda de artículos secos de Chicago. En la World's Columbian Exposition de 1893 que visitó cuando tenía casi 19 años, Longman se inspiró para convertirse en escultora. Asistió al Olivet College en Míchigan durante un año, pero regresó a Chicago para estudiar anatomía, dibujo y escultura. Trabajando bajo Lorado Taft en la School of the Art Institute of Chicago, obtuvo su diploma para el curso de cuatro años de estudio en solo dos años.
En 1901, Longman se trasladó a Nueva York, donde estudió con Hermon Atkins MacNeil y Daniel Chester French. Su debut en la escultura pública a gran escala llegó en la Louisiana Purchase Exposition de1904, donde su figura masculina, Victory, fue considerada tan excelente en invención y técnica que se le dio un lugar de honor en la parte superior del edificio central de la feria, en el Festival Hall. Una versión de bronce más pequeña, una estatuilla fechada en 1903, fue vendida en 2007 en subasta por $7,800.

## Carrera
El Genio de la Electricidad de Longman de 1915, un desnudo masculino dorado, fue encargado por T&T Corporation, para la parte superior de su sede corporativa en el centro de Manhattan. La figura se reprodujo en los directorios de Bell Telephone de todo el país desde 1938 hasta la década de 1960. Alrededor de1920, Longman ayudó a Daniel Chester French y Henry Bacon creando algunas de las decoraciones escultóricas para el Monumento a Lincoln en Washington, D.C. En 1923, ganó la Medalla de Oro Watrous a la mejor escultura .
A veces de destaca de ella que esculpió las manos en el Monumento a Lincoln, pero esto no se ha confirmado. Colaboró en muchos aspectos en el Monumento a Lincoln, pero el propio French fue quien modeló las manos.
En 1918, fue contratada por Nathaniel Horton Batchelder, el director del Loomis Chaffee School, para esculpir un monumento conmemorativo a su difunta esposa. Dos años más tarde, se casó con Batchelder, mudándose a Connecticut en el apogeo de su carrera. Durante los siguientes 30 años, Longman completó docenas de encargos, tanto obras arquitectónicas como independientes, en todos los Estados Unidos. Fue miembro activo del Loomis Chaffee School, donando innumerables artículos que actualmente se conservan todavía en la escuela, así como en la ciudad circundante. Su trabajo fue también parte del acontecimiento de escultura en la competición de arte en la olimpiada de Verano de 1928.
Después de la jubilación de su marido, Longman trasladó su estudio a Cape Cod, donde, murió en 1954.
Después de su muerte, se rumoreó que su marido esparció sus cenizas en Chesterwood, la casa y estudio de su antiguo empresario y mentor, Daniel Chester French.

## Obras

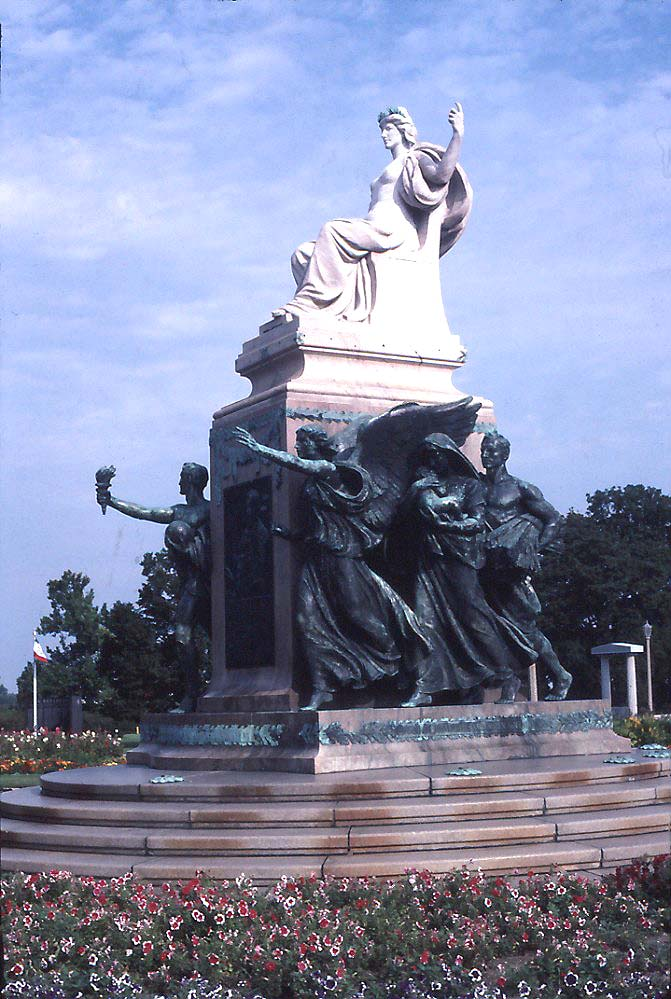
Sen. William Boyd Allison Monumento (1916), Des Moines, Iowa.

- Victory (1904), encargada para la Exposición de Compras de Louisiana en Saint Louis.
- Great Bronze Memorial(1909) puertas de capilla en los Academia Naval de los Estados Unidos, Annapolis.
- Escultura alegórica para el Foster Mausoleum Adoptivo y bajorrelieve de bronce para el monumento de Timothy Murphy, cementerio de Upper Middleburgh , Middleburgh, New York
- Horsford doors (1910), la entrada principal de Clapp Biblioteca en Wellesley College.
- Coronas, águilas e inscripciones (1914) en las paredes interiores del Monumento a Lincoln , Washington, D.C..
- Aenigma, busto de la actriz alemana Kate Parsenow.[9]
- Genius of Telegraphy, (1915), más tarde conocido como Electricity and The Spirit of Communication o sencillamente Spirit of Communication, encargado para la parte superior del rascacielos de AT&T en la ciudad de Nueva York, más tarde reubicado en el municipio de Bedminster, NJ. Estuvo en el vestíbulo de la sede de AT&T en Dallas, TX hasta 2019, cuando fue sacado por una revisión del lobby para reflejar la naturaleza cambiante de AT&T a una compañía de medios de comunicación después de la adquisición de Warner Brothers, ahora Warner Media, una filial de AT&T.
- Fountain of Ceres[10] (1915) en el Tribunal de las Cuatro Estaciones en la Exposición Universal de san Francisco.
- L'Amour[11] (1915) en el Palacio de Bellas artes en la Exposición Universal de san Francisco.
- Monumento al senador Allison (1916) Des Moines, Iowa.
- Illinois Centennial Monumen (1918), Chicago, IL.
- Spirit of Victory (1926), Spanish–American War Memorial in Bushnell Park, Hartford, Connecticut. Spirit of Victory (1926), Hartford, Connecticut.Spirit of Victory (1926), Hartford, Connecticut. Esta foto de 2012 muestra la pátina vieja antes de que el monumento fuera reacabado.

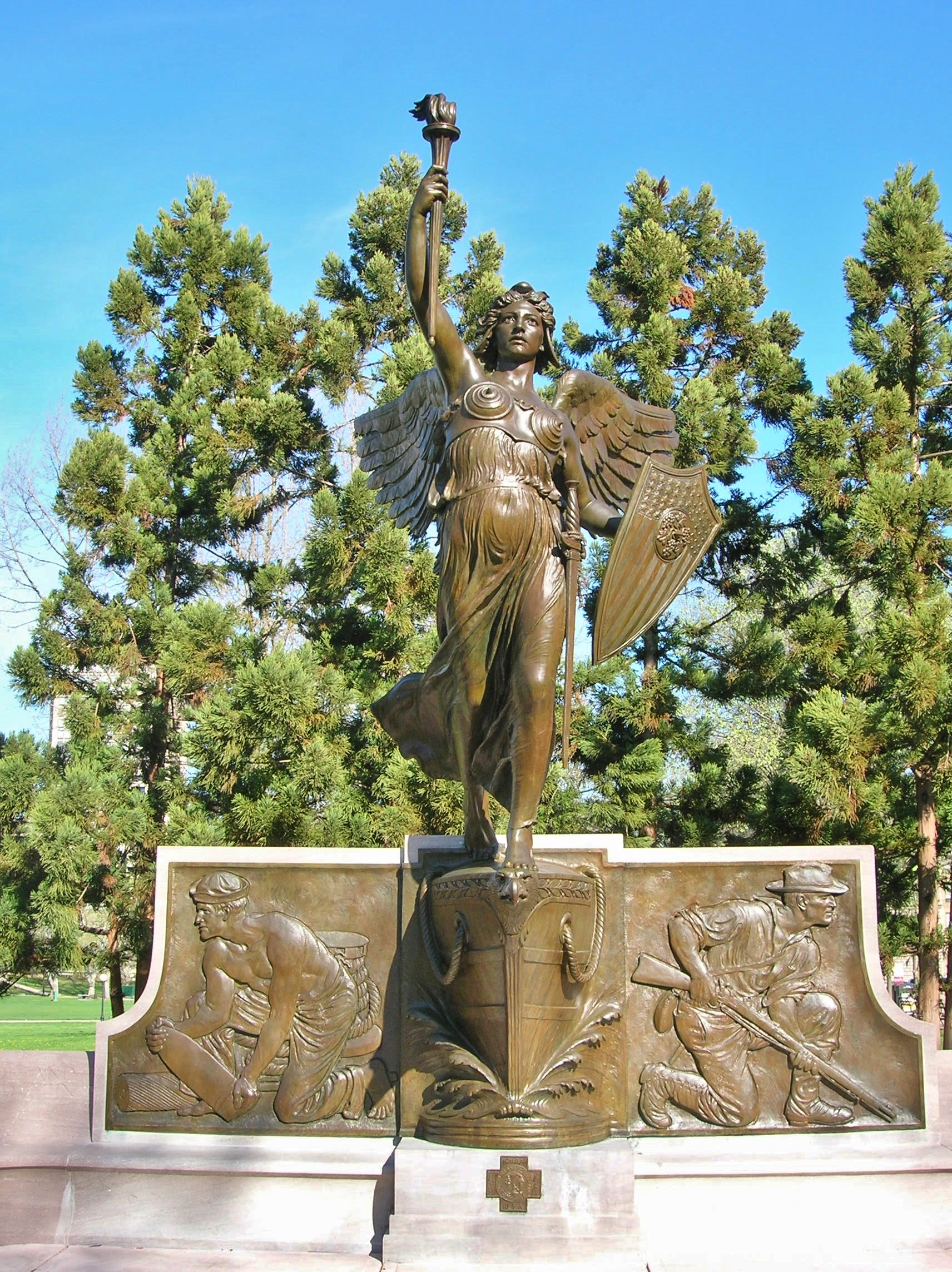
Spirit of Victory (1926), Hartford, Connecticut.

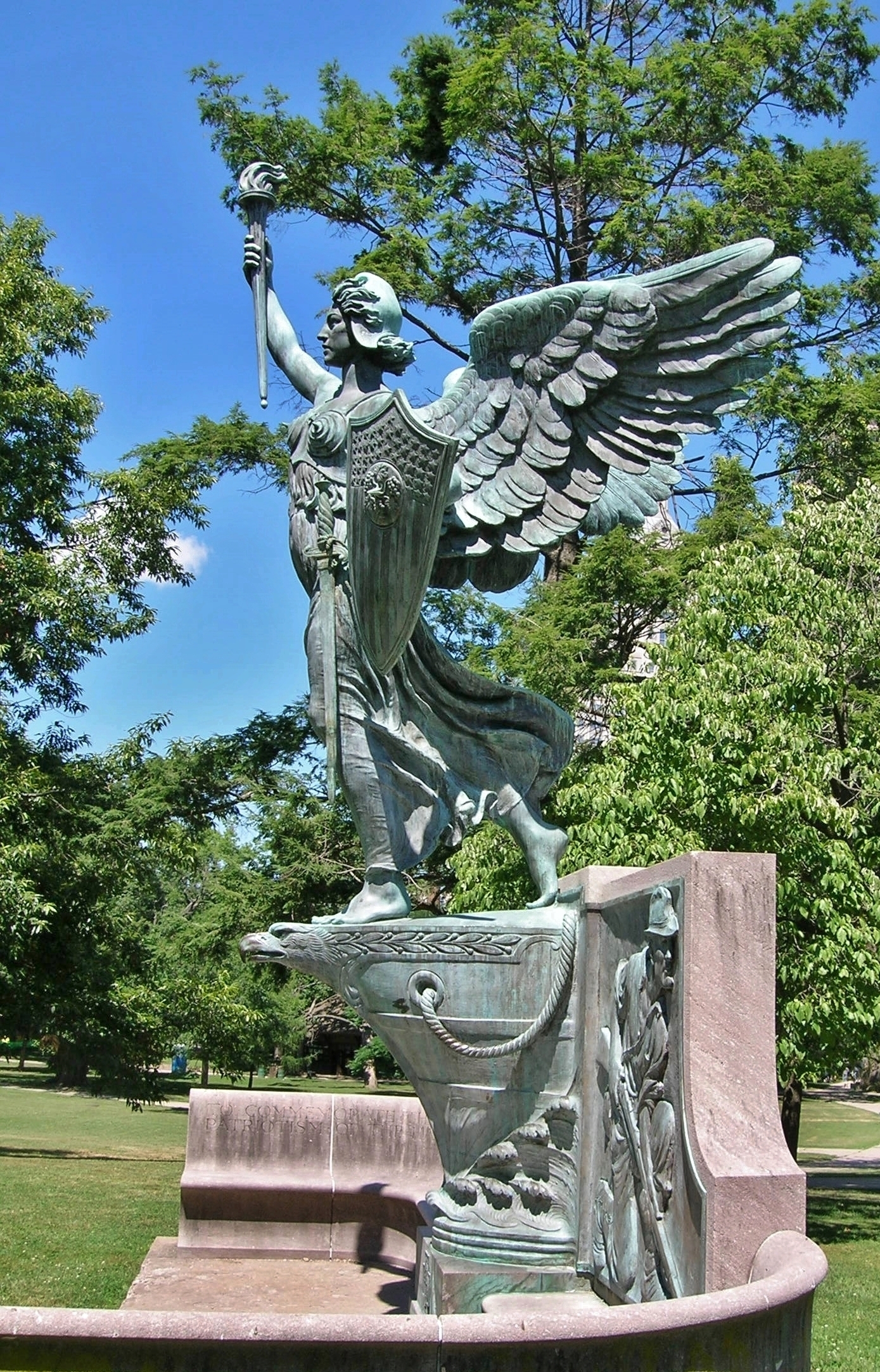
Spirit of Victory (1926), Hartford, Connecticut. Esta foto de 2012 muestra la pátina vieja antes de que el monumento fuera reacabado.

- Victory of Mercy (1947), Loomis Chaffee School, Windsor, CTVictory of Mercy (1947), Loomis Chaffee School, Windsor, Connecticut.

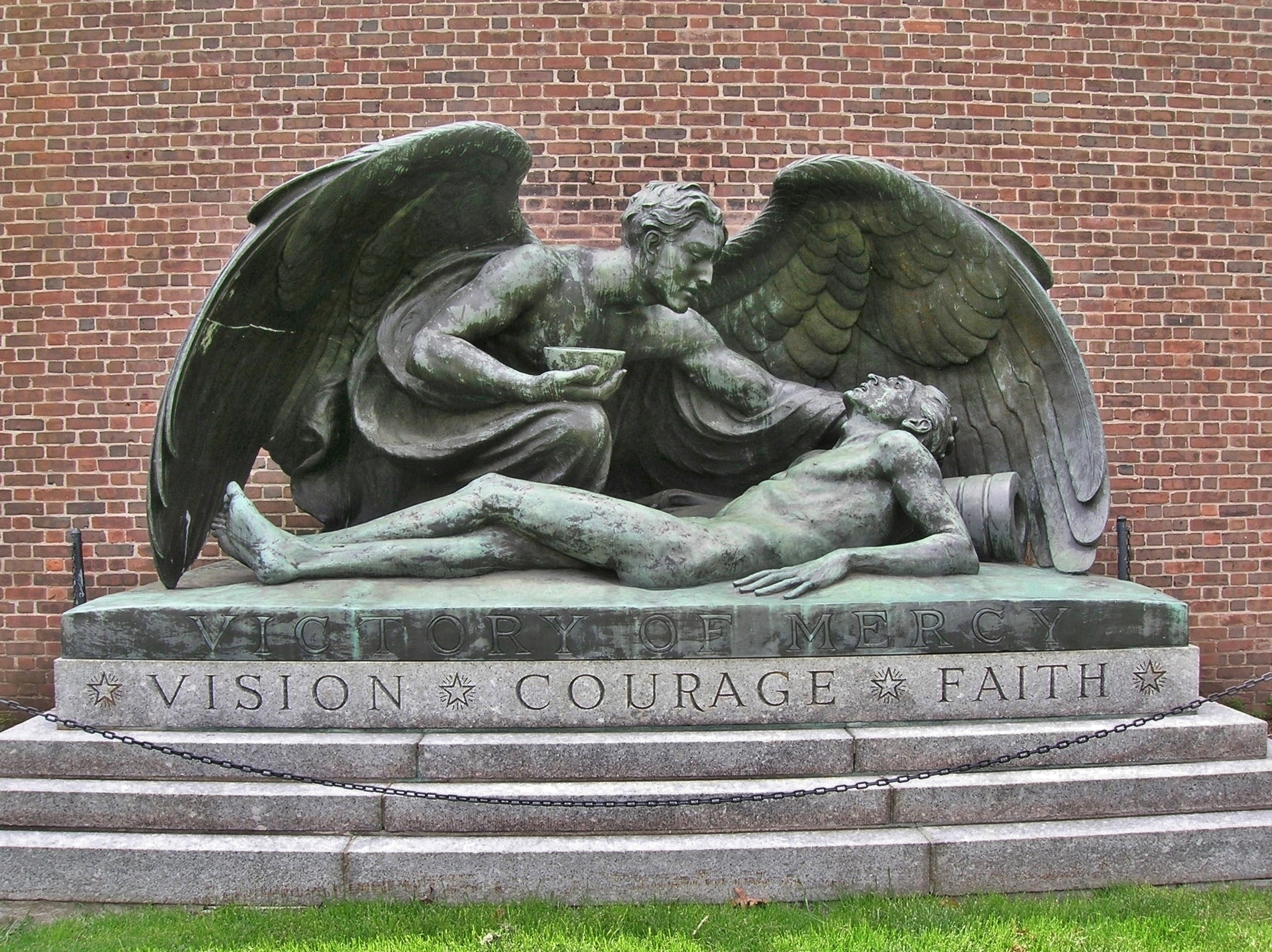
Victory of Mercy (1947), Loomis Chaffee School, Windsor, Connecticut.

- Edison (1952), 12.5 foot bronze portrait bust of Thomas Alva Edison in Washington D.C. at the Naval Research Laboratory..

## Otros trabajos

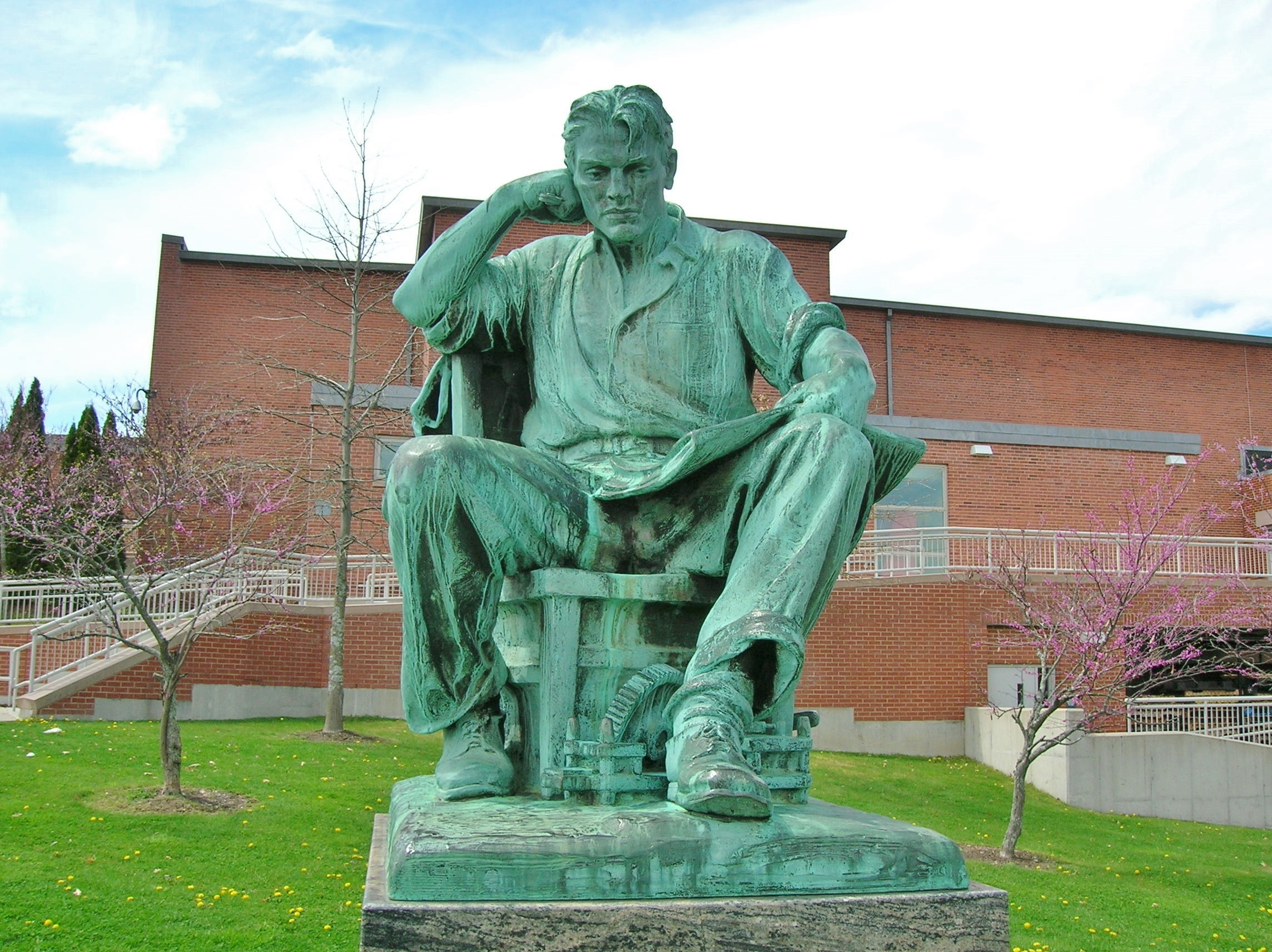
The Craftsman or Industry (1931), Hartford, Connecticut.

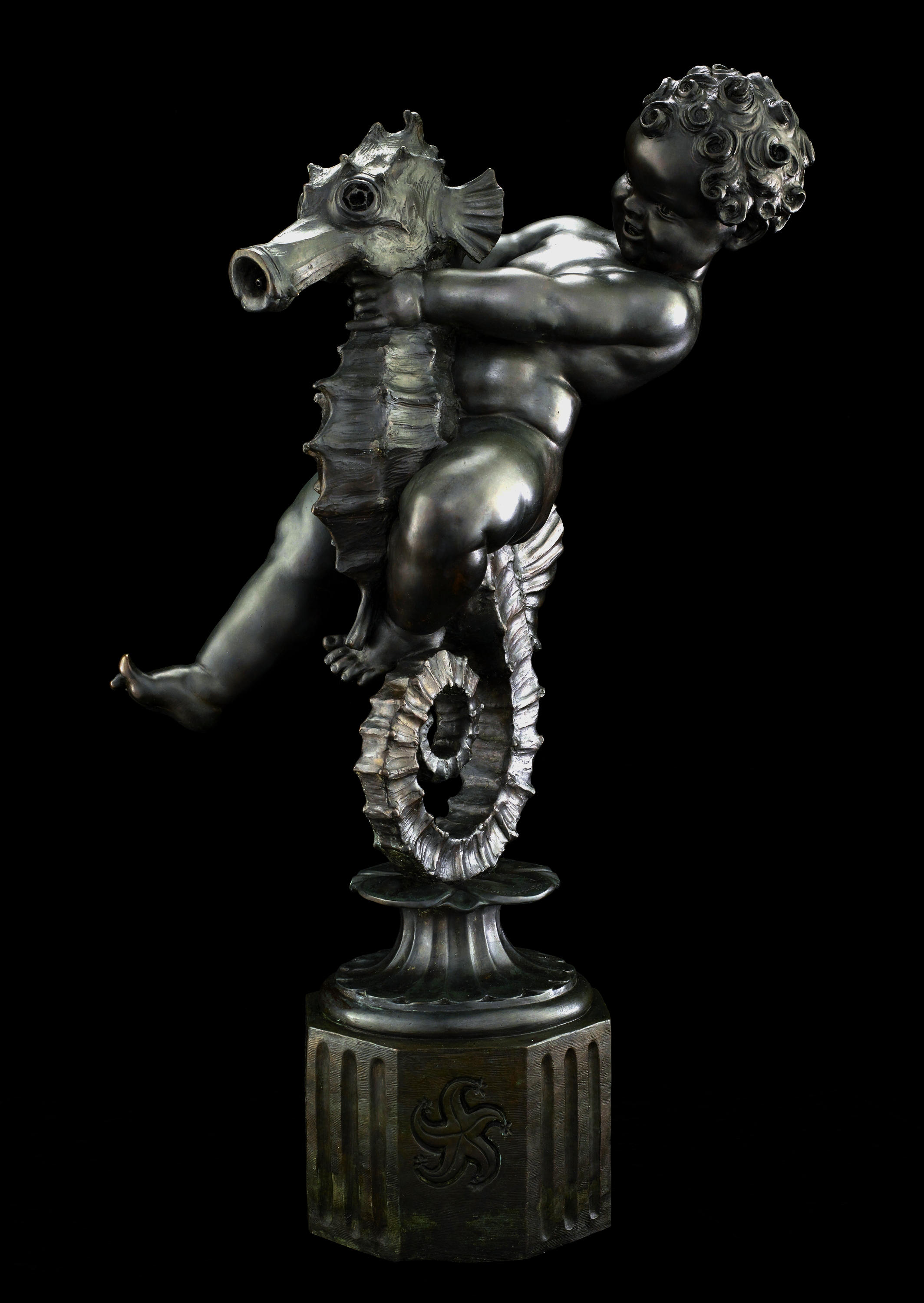
Querubín a caballo

Dos de las esculturas de Longman sirven como monumentos conmemorativos en el Lowell Cemetery en Lowell, Massachusetts. Su escultura de 1905 de una la mujer camuflada sosteniendo un dedo en sus labios adorna la tumba de John Ansley Storey. La escultura "Mill Girl" de Longman, dedicada en 1906, conmemora a Louisa Maria Wells, trabajadora del molino de Lowell.
En 1920, Longman esculpió la fuente de mármol en el vestíbulo del Heckscher Museum of Art. Los nietos jóvenes de August Heckscher posaron para las tres figuras pequeñas que sirven como su punto focal. Una inscripción alrededor del borde dice: "Para siempre amarás y serán justos."
Una escultura notable en la ciudad verde de Windsor, Connecticut en Broad Street, es el monumento dedicado "A los Patriotas de Windsor." Longman esculpió el gran águila de bronce con alas parcialmente extendidas con una corona de flores, en lo alto de un pedestal de piedra de campo alto, en 1928; se dedicó en 1929. Su santuario de guerra, Madonna and child, se encuentra en la Iglesia Episcopal Grace de Windsor, y se abrió para uso comunitario en 1943. A finales de 1944, más de 2.000 personas habían apuntado sus nombres en el registro del santuario.
Otro ejemplo de su trabajo, The Craftsman, también conocido como Industry se puede ver fuera de la entrada principal de A. I. Prince Technical High School in Hartford, Connecticut (antes conocida como Hartford Trade School). La estatua, terminada en 1931, fue colocada allí en 1960 en honor a los pioneros industriales de Hartford. Sentada sobre una base de granito de 16.000 libras, la escultura de bronce de, aproximadamente 1.950 libras, sigue siendo una inspiración para los estudiantes. El Instituto de Minneapolis de Fondo de arte incluye "Querubín a caballo", en bronce, 1933.

## Honores y premios
Evelyn Longman Batchelder fue incluida en el Connecticut Women's Hall of Fame en 1994.

## Nota relativa
La sobrina de Longman era la conocida pintora canadiense de retratos y paisajes Mildred Valley Thornton relacionada en línea materna.

## Galería

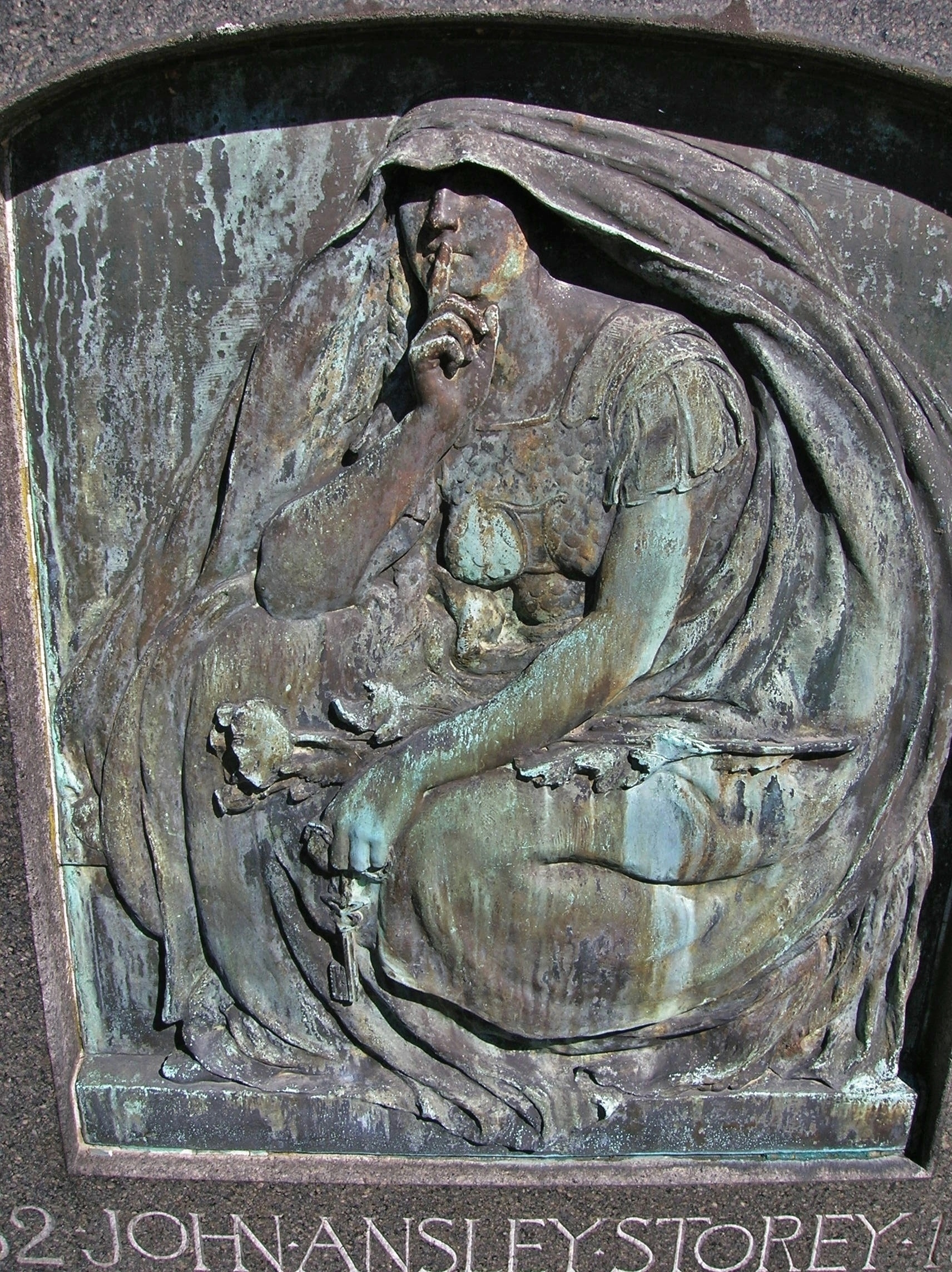
Storey Memorial (1905), Cementerio de Lowell, Lowell, Massachusetts.
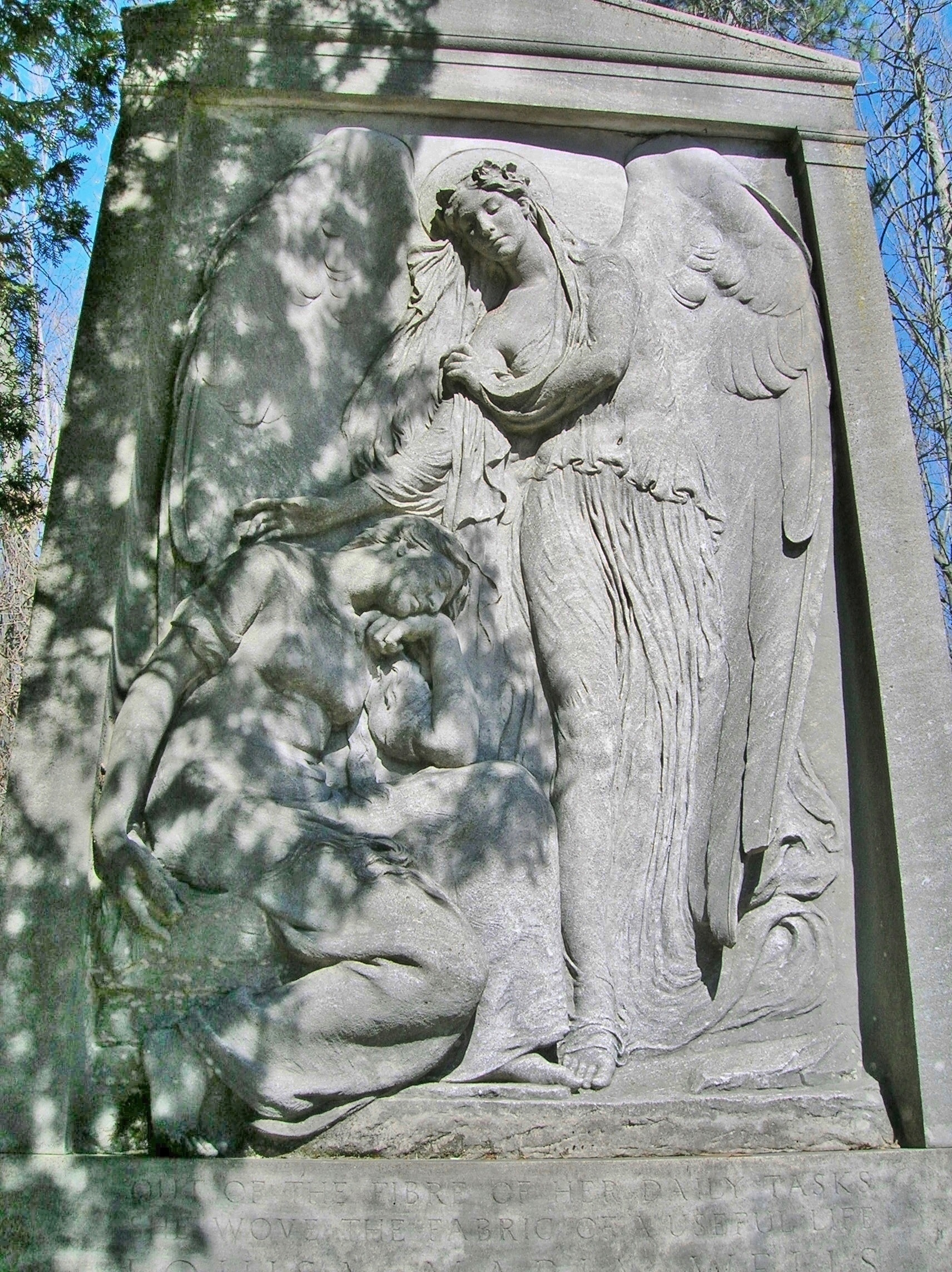
Mill Girl Monumento a Louisa Maria Wells (1906), Cementerio de Lowell, Lowell, Massachusetts.
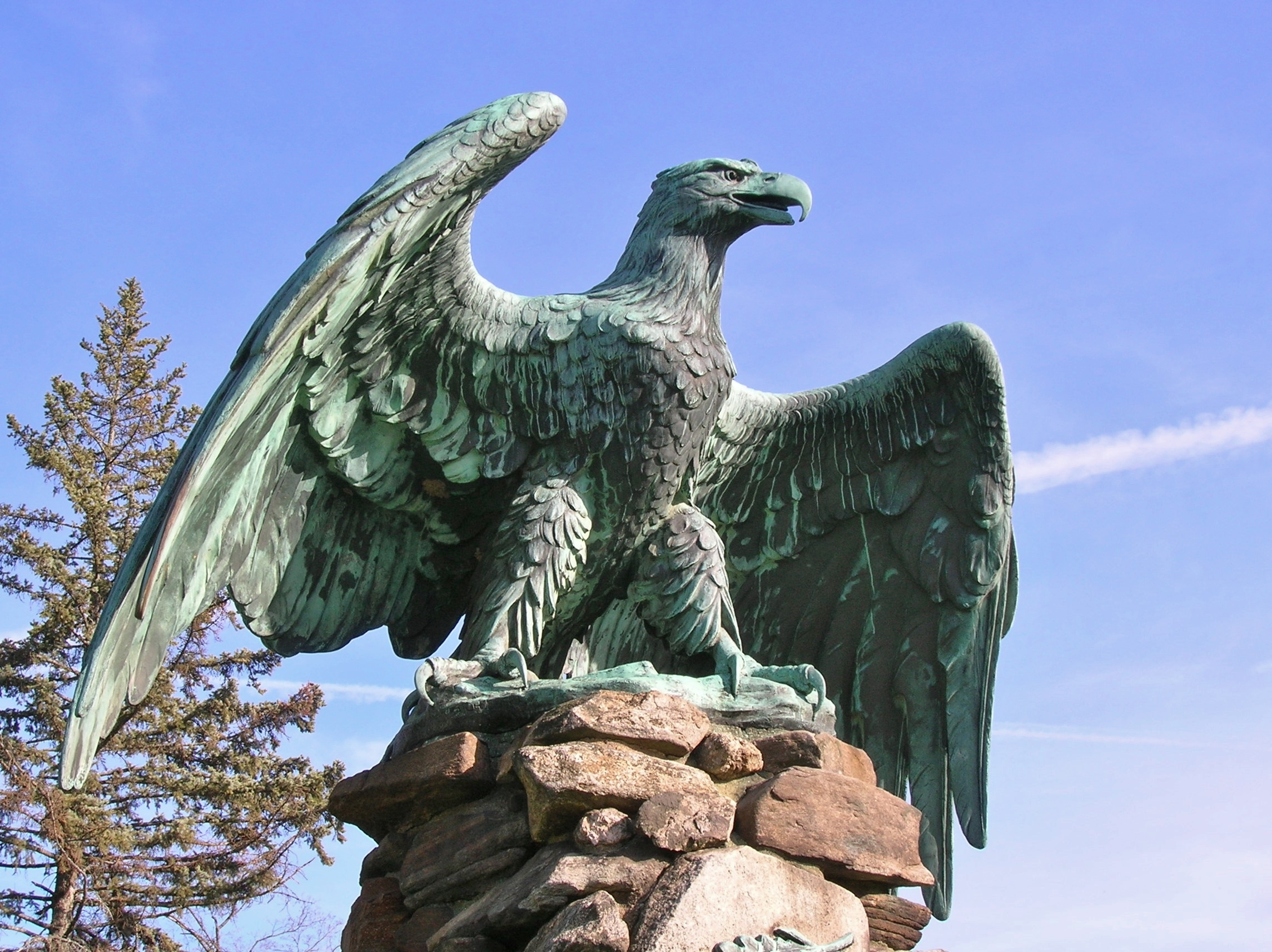
Windsor War Memorial (1928), Windsor, Connecticut.